# Karim Zedadka
Karim Zedadka (tiếng Ả Rập: كريم زدادكة; sinh ngày 9 tháng 6 năm 2000) là một cầu thủ bóng đá người Pháp hiện tại đang thi đấu ở vị trí tiền vệ cho câu lạc bộ Napoli tại Serie A.

## Sự nghiệp thi đấu

### Napoli
Năm 2018, Zedadka ký hợp đồng với câu lạc bộ Napoli tại Serie A từ câu lạc bộ Nice sau khi được săn đón bởi câu lạc bộ Leicester City. Anh đã được gọi lên đội 1 của Napoli nhiều lần trong mùa giải 2018–19, nhưng không xuất hiện trên sân.

### Cho mượn tại Cavese
Năm 2020, anh được đem cho mượn ở câu lạc bộ Cavese tại Serie C. Nó đã bị chấm dứt vào tháng 1 năm 2021 do chấn thương của Zedadka.

### Cho mượn tại Charleroi
Vào ngày 26 tháng 8 năm 2021, anh chuyển tới câu lạc bộ Charleroi theo dạng cho mượn.

## Sự nghiệp quốc tế
Mặc dù sinh ra ở Pháp, anh đã bày tỏ mong muốn được đại diện cho Algérie trên đấu trường quốc tế.